# チャールズ・イニス＝カー (第11代ロクスバラ公爵)
第11代ロクスバラ公爵チャールズ・イニス=カー（英: Charles Robert George Innes-Ker, 11th Duke of Roxburghe、1981年2月18日 - ）は、イギリスの貴族。

## 経歴
第10代ロクスバラ公爵と前妻ジェーン・メリエル・グローヴナー（Jane Meriel Grosvenor、第5代ウェストミンスター公爵の次女）との長男として生まれた。第6代ウェストミンスター公爵は彼の叔父にあたる。イートン校に学んだのちニューカッスル大学に進学した。2003年にタイン＆ウェアメトロで運賃1ポンドを支払わずに不正乗車していたため罰金10ポンドを追納するという事件を引き起こしている。
2019年に父の死去に伴ってロクスバラ公爵位を継承した。同時に一族の居城フロアズ城、チヴィエット丘陵やツイード川周辺の6000エーカーの地所とホテルを相続し、彼の得た推定資産は1億ポンドにのぼった。その彼が現在もロクスバラ公爵家当主を務めている。

## 家族
2011年7月22日にシャロット・スザンナ・エイトケン（Charlotte Susanna Aitken、1982年2月15日生、第3代ビーヴァーブルック男爵の長女）と結婚した。2012年に夫妻は離婚した。2021年にアニー・グリーン（Annie Green）との結婚を発表した。